# Попов, Дмитрий Тимофеевич
Дмитрий Тимофеевич Попов (1918—1990) — советский военнослужащий, участник боёв на Халхин-Голе и Великой Отечественной войны. Герой Советского Союза (1943). Полковник.

## Биография
Родился 19 сентября 1918 года в станице Павловская Павловского юрта Хопёрского округа области Войска Донского РСФСР (ныне хутор Павловский Большебабинского сельского поселения Алексеевского района Волгоградской области Российской Федерации) в крестьянской семье. Русский. Окончил среднюю школу и Урюпинский сельскохозяйственный техникум. 5 сентября 1938 года Урюпинским районным военкоматом Сталинградской области был призван в ряды Рабоче-крестьянской Красной Армии. Во время срочной службы участвовал в боях с японцами на реке Халхин-Гол. Был тяжело ранен в голову. После выздоровления решил остаться в армии на сверхсрочную службу. В 1941 году, имея звание старшины, был направлен на курсы младших лейтенантов, которые закончил ускоренно уже после начала Великой Отечественной войны.
В боях на фронте с немецко-фашистскими захватчиками с декабря 1941 года. Воевал командиром стрелкового взвода на Юго-Западном фронте. В марте 1942 года, будучи в звании лейтенанта, был тяжело ранен и эвакуирован в госпиталь. После выздоровления направлен на курсы усовершенствования командного состава «Выстрел». Вновь в действующей армии старший лейтенант Д. Т. Попов с мая 1943 года в должности командира батальона 550-го стрелкового полка 126-й стрелковой дивизии 5-й ударной армии Южного фронта. Участвовал в боях на реке Миус. Его батальон отличился при прорыве немецкой линии обороны «Миус-фронт» в ходе Донбасской наступательной операции. 28 августа 1943 года, получив приказ выбить немцев из села Степановка, батальон, несмотря на массированный огонь противника, умело маневрируя на поле боя, овладел населённым пунктом с минимальными потерями. При этом противник потерял убитыми до 200 солдат и офицеров. Бойцами были захвачены две машины с боеприпасами. Стремясь вернуть утраченные позиции, немцы предприняли на позиции батальона 6 контратак, но все они были успешно отражены. За отличие при прорыве обороны противника Д. Т. Попов был награждён орденом Красного Знамени и произведён в капитаны. Преследуя отступающего противника, войска Южного фронта полностью освободили Донецкий угольный бассейн и 22 сентября вышли к немецкой линии обороны на реке Молочная. По окончании Донбасской операции 126-я стрелковая дивизия была передана в состав 51-й армии и начала подготовку к Мелитопольской фронтовой операции.
В ходе начавшегося 26 сентября 1943 года наступления войскам Южного фронта (с 20 октября 1943 года — 4-й Украинский фронт) предстояло прорвать самую южную часть Восточного вала — сильно укрепленного и глубоко эшелонированного рубежа немецкой обороны. Противник оказывал яростное сопротивление, и 9 октября 1943 года 51-я армия была брошена в бой на участке наступления 28-й армии с задачей овладеть основным узлом обороны противника — городом Мелитополем. 19 октября 1943 года 550-й стрелковый полк 126-й стрелковой дивизии глубоко вклинился в оборону противника в черте города. Противник бросил в бой на правом фланге полка до двух усиленных рот автоматчиков при поддержке 25 танков. Стремительным натиском немцам удалось потеснить позиции полка, в результате чего командный пункт Попова был отрезан от основных сил. Стремясь уничтожить оказавшихся в окружении бойцов, в течение дня немецкая пехота при поддержке танков предприняла 18 атак. В яростных схватках, без поддержки артиллерии, бойцы капитана Попова противотанковыми гранатами и бутылками с зажигательной смесью подбили 17 танков, в том числе 8 «Тигров», и 1 бронемашину. Потери противника в живой силе составили до 160 солдат и офицеров убитыми. Д. Т. Попов принимал непосредственное участие в отражении вражеских атак и сумел подбить, а затем поджечь бутылками с горячей смесью 1 «Тигр» и 1 средний танк. Участок, удержанный батальоном, имел исключительно важное тактическое значение для дальнейшего наступления. В последующие дни батальон в ходе упорных боёв сумел прорваться в район Нового Мелитополя, но не успел закрепиться на новых позициях. Стремясь оттеснить батальон в поле и уничтожить, немцы нанесли неожиданный удар с фланга силой до двух рот автоматчиков при поддержке 8 танков. Батальон дрогнул, но благодаря личному мужеству комбата и принятым им решительным мерам, отступление было остановлено. Последующими атаками батальон не только восстановил прежние позиции, но и существенно продвинулся вперёд. 23 октября 1943 года последние очаги сопротивления немцев в городе были ликвидированы. Указом Президиума Верховного Совета СССР от 1 ноября 1943 года за образцовое выполнение боевых заданий командования по прорыву укреплённой полосы немцев и освобождение города Мелитополь и проявленные при этом отвагу и геройство капитану Попову Дмитрию Тимофеевичу было присвоено звание Героя Советского Союза.
В декабре 1943 года был отозван с фронта и после награждения на некоторое время оставлен на службе в тылу. В марте 1945 года майор Д. Т. Попов получил назначение на должность командира 1317-го стрелкового полка 202-й стрелковой дивизии 27-й армии 3-го Украинского фронта.
Принимая участие в Венской наступательной операции, 31 марта 1945 года полк майора Попова сходу форсировал реку Рабу и вступил в уличные бои с превосходящими силами противника на окраине города Керменд. В течение дня, совместно с другими полками дивизии, 1317-й стрелковый полк очистил от противника крупный узел железных и шоссейных дорог. В ходе боёв за город полк уничтожил до 200 солдат и офицеров противника и ещё 76 было взято в плен.
14 апреля 1945 года был переведён на должность командира 481-го стрелкового полка 320-й стрелковой дивизии 27-й армии 3-го Украинского фронта. Продолжая наступление в ходе Венской операции в трудных условиях горно-лесистой местности, полк действовал тактически грамотно, обходя опорные пункты противника и ликвидируя изолированные очаги сопротивления. Выйдя к восточной окраине города Фюрстенфельд, превращённого в неприступную крепость, с устройством в каждом каменном здании дотов, благодаря правильной организации боя и хорошему взаимодействию штурмовых групп с артиллерией сопротивление противника было сломлено. Ведя бой за каждый дом, полк прорвался к центру города и при взаимодействии с другими полками полностью очистил город от противника. Ведя дальнейшее наступление в Нижних Штирийских Альпах, 320-я стрелковая дивизия встретила упорное сопротивление врага. В условиях сильной метели полк майора Попова штурмом овладел высотой 1738, чем нарушил всю систему немецкой обороны. В последующие дни полк вёл бои за улучшение своих позиций и сбросил противника с других прилегающих высот. 10 мая 1945 года подразделения 27-й армии вышли к реке Мур, где и закончили свой боевой путь.
Оставался в должности командира 481-го стрелкового полка до 28 июля 1945 года. Затем был направлен на учёбу в Военную академию имени М. В. Фрунзе. После её окончания служил в строевых частях до 1972 года. В 1958 году окончил Высшие академические курсы при Военной академии Генерального штаба Вооружённых Сил СССР. С 1972 года в запасе в звании полковника. Жил в городе Москве. Работал в издательстве «Планета». Скончался 16 февраля 1990 года. Похоронен на Троекуровском кладбище города Москвы.

## Награды
- Медаль «Золотая Звезда» (01.11.1943);[1]
- орден Ленина (01.11.1943)[1];
- орден Красного Знамени (26.09.1943)[1];
- орден Суворова 3-й степени (12.06.1945)[1];
- орден Александра Невского (06.06.1945)[1];
- орден Отечественной войны 1-й степени (06.04.1985)[2];
- орден Красной Звезды (05.11.1954)[1];
- Медаль За боевые заслуги (20.06.1949)[1]
- Медаль За победу над Германией в Великой Отечественной войне 1941—1945 гг. (09.05.1945)[1]

## Документы
- Общедоступный электронный банк документов «Подвиг Народа в Великой Отечественной войне 1941—1945 гг.» Дата обращения: 22 ноября 2012. Архивировано из оригинала 13 марта 2012 года.

Представление к званию Героя Советского Союза. Дата обращения: 22 ноября 2012. Архивировано 23 января 2013 года.
Указ Президиума Верховного Совета СССР о присвоении звания Героя Советского Союза. Дата обращения: 22 ноября 2012. Архивировано 23 января 2013 года.
Орден Красного Знамени (наградной лист и приказ о награждении). Дата обращения: 22 ноября 2012. Архивировано 23 января 2013 года.
Орден Суворова 3-й степени (наградной лист и приказ о награждении). Дата обращения: 22 ноября 2012. Архивировано 23 января 2013 года.
Орден Александра Невского (наградной лист и приказ о награждении). Дата обращения: 22 ноября 2012. Архивировано 23 января 2013 года.
Орден Отечественной войны 1-й степени (информация из карточки награждённого к 40-летию Победы). Дата обращения: 22 ноября 2012. Архивировано 23 января 2013 года.